# Ambassis fontoynonti
Ambassis fontoynonti é uma espécie de peixe da família Ambassidae.
É endémica de Madagáscar.
Os seus habitats naturais são: rios.
Está ameaçada por perda de habitat.